# ヨウ素酸鉄
ヨウ素酸鉄（ヨウそさんてつ、英 iron iodate）は鉄のヨウ素酸塩で、二価と三価のものが知られている。

## ヨウ素酸鉄(II)
硝酸鉄(II)とヨウ素酸カリウムを1:3で混合し、沈殿物を乾燥させて得られる。130℃を越えると分解して褐色になり、ヨウ素を放出する。水には難溶で、希硫酸・希硝酸には不溶。濃硫酸では分解するが、濃硝酸とは作用しない。濃塩酸とではすぐに分解し、塩素を放出する。塩基性溶液との接触では水酸化鉄(III)とヨウ素酸に分解する。

## ヨウ素酸鉄(III)
濃硝酸の存在下でヨウ素酸鉄(II)と塩素酸カリウムを加熱するか、二価の鉄塩溶液に過ヨウ素酸ナトリウムを加えると得られる。